# La Laguna, José Joaquín de Herrera
La Laguna är en ort i Mexiko.   Den ligger i kommunen José Joaquín de Herrera och delstaten Guerrero, i den sydöstra delen av landet, 220 km söder om huvudstaden Mexico City. La Laguna ligger 1 707 meter över havet och antalet invånare är 130.
Terrängen runt La Laguna är kuperad norrut, men söderut är den bergig. Runt La Laguna är det ganska glesbefolkat, med 39 invånare per kvadratkilometer. Närmaste större samhälle är Ayahualtempa, 1,7 km väster om La Laguna. I omgivningarna runt La Laguna växer huvudsakligen savannskog.